# Little yellow shop
Little yellow shop is een single uit 1974 van Ruby Carmichael. Dit is het toenmalige pseudoniem van Henny Vrienten, die later grote successen kreeg met Doe Maar. Hij bracht twee singles uit als Ruby Carmichael; beiden bleven vrijwel onopgemerkt en gingen aan de hitparades voorbij, evenals het album dat in 1977 verscheen onder de naam Paul Santos.
Vrienten speelde destijds in de begeleidingsband van Boudewijn de Groot; samen met zijn latere Doe Maar-collega Ernst Jansz. De connectie met Boudewijn de Groot is ook af te leiden uit het platenlabel waarop het verscheen: Philips Records.
Vrienten had de reggae, waarmee Doe Maar beroemd werd, nog niet gevonden binnen zijn liedjes. Pas later zou hij geïnspireerd raken door Bob Marley.